# Успехи химии
Успехи химии — російський науковий журнал, що публікує оглядові статті з актуальних проблем хімії та суміжних наук.
Заснований у 1932 році Борисом Беркенгеймом. Засновники журналу — Російська академія наук та Інститут органічної хімії ім. М. Д. Зелінського РАН. Головний редактор — академік Михайло Єгоров.
Англомовна версія журналу видається під назвою «Russian Chemical Reviews» спільно з Turpion Ltd та Institute of Physics Publishing (Велика Британія).
Головними редакторами журналу в різні роки були академіки Василь Коршак, Микола Емануель (1972—1984), Валентин Коптюг (1985—1995), Олег Нефьодов (1995—2017).
«Успехи химии», поряд з журналом «Успехи физических наук», має найвищий імпакт-фактор серед російських наукових журналів (3.687 за даними ISI за 2015 рік). У рейтингу групи SCImago, заснованому на даних Scopus, в 2015 році займає серед хімічних журналів 184-е місце (з 858) .